# Robert Fitz
Robert Fitz (* 20. Dezember 1900 in Furtwangen; † 23. Juni 1980 in Baden-Baden) war ein deutscher Schauspieler und Hörspielsprecher.

## Wirken
Robert Fitz erhielt seine Bühnenausbildung von Felix Baumbach. Ab 1919 wirkte er am Badischen Staatstheater Karlsruhe, dem Pfalztheater Kaiserslautern (1929–1935), dem Theater Baden-Baden (1936–1939 und 1945–1949), dem Hessischen Landestheater Darmstadt (1940–1944) und schließlich an den Bühnen der Stadt Lübeck (ab 1950). Er verkörperte zunächst meist komische Rollen oder solche eines Bonvivants. Während seines Engagements in Lübeck war er jedoch auch in Dramen wie Peter Lotars Das Bildnis des Menschen, Schillers Die Räuber oder Herman Wouks Meuterei auf der Caine zu sehen. Seinen ersten belegten Filmauftritt hatte er 1955 in dem Spielfilm Die Mädels vom Immenhof. In den 1970er Jahren folgten Auftritte in verschiedenen Fernsehfilmen und -serien. Bekannt wurde er insbesondere durch sein Mitwirken in der Serie Autoverleih Pistulla.
Zahlreiche Hörspielaufzeichnungen meist des Südwestfunks mit seiner Beteiligung existieren aus dem Zeitraum 1946 bis 1967.
Robert Fitz war der Vater des Schauspielers Peter Fitz.

## Filmografie (Auswahl)
- 1955: Die Mädels vom Immenhof
- 1973: Gabriel (Fernsehfilm)
- 1973: Dem Täter auf der Spur (Fernsehserie, eine Folge)
- 1974: Im Auftrag von Madame (Fernsehserie, eine Folge)
- 1974: Tatort: Kneipenbekanntschaft (Fernsehreihe)
- 1974: Sonderdezernat K1 (Fernsehserie, eine Folge)
- 1974: Autoverleih Pistulla (Fernsehserie, 13 Folgen)
- 1975: Lehmanns letzter Lenz (Fernsehfilm)

## Hörspiele (Auswahl)
- 1946: Curt Goetz: Die tote Tante – Regie: Heinz Coubier
- 1946: Roger Ferdinand: Jugendliche unter 18 – Regie: Heinrich Wiedemann
- 1947: Maurice Rostand: Der Mann, den sein Gewissen trieb – Regie: Werner Hausmann
- 1947: Aristophanes: Lysistrata – Regie: Karl Peter Biltz
- 1947: Heinrich Mann: Die herrlichen Zeiten – Regie: Arthur Georg Richter
- 1947: Robert Walter: Sokrates. Die große Hebammenkunst – Regie: Arthur Georg Richter
- 1947: Bernhard Zebrowski: Abschied von Shanghai – Regie: Arthur Georg Richter
- 1948: Theodor Plievier: Stalingrad – Regie: Arthur Georg Richter
- 1948: Bruno Wellenkamp: Die goldene Treppe – Regie: Karl Peter Biltz
- 1948: Wilhelm Hauff: Das kalte Herz – Regie: Gerd Beermann
- 1948: Molière: Tartuffe – Regie: Karl Peter Biltz
- 1948: Antoine de Saint-Exupéry: Nachtflug – Regie: Karl Peter Biltz
- 1949: Waldemar Maass: Das kleinere Übel – Regie: Karl Peter Biltz
- 1949: Bruno Wellenkamp: Der Mann, der den Kuchen holen wollte – Regie: Gerd Beermann
- 1949: Ernst von Khuon: Der Fäscher – Regie: Karl Peter Biltz
- 1949: Max Frisch: Santa Cruz – Regie: Ludwig Cremer
- 1949: Christian Bock: Tödliche Rechnung – Regie: Karl Peter Biltz
- 1950: Egon Jameson: Hero und Leander 1950 – Regie: Karl Peter Biltz
- 1951: Josef Martin Bauer: Um Jahr und Tag – Regie: Otto Kurth
- 1965: Jaromir Ptácek: Ein Tag aus ferner Vergangenheit – Regie: Jiří Horčička
- 1965: Rainer Puchert: Aufstand der Fahrräder – Regie: Fritz Schröder-Jahn
- 1967: Wolfgang Graetz: Ein ganz gewöhnlicher Fall – Regie: Otto Kurth